# Coming from the Sky
Albums de Heavenly
Sign of the Winner
Coming from the Sky est le premier album du groupe de metal progressif français Heavenly. Sorti en 2000, il a été très bien accueilli en France et en Allemagne, mais un peu moins bien au Japon, où le groupe et son album furent considérés comme une pâle copie d'Helloween.

## Composition du groupe
- Ben Sotto : chant
- Chris Savourey : guitare et chœurs
- Laurent Jean : basse et chœurs
- Frédéric Leclerq : claviers et chœurs
- Max Pilo : batterie

## Guests
- Piet Sielck : chant et guitare
- Kai Hansen : chant et guitare

## Liste des chansons de l'album
1. Comin' From The Sky (instrumental)
2. Carry Your Heart
3. Ridin' Through Hell
4. Time Machine
5. Number One
6. Our Only Chance
7. Fairytale
8. My Turn Will Come
9. Until I Die
10. Million Ways
11. Defender
12. Promised Land